# Kaiserpokal 1983
Der Kaiserpokal 1983 war die 63. Austragung des Kaiserpokals, des höchsten japanischen Fußballpokalwettbewerbs. Sieger des Wettbewerbs waren die Nissan Motors.

## Ergebnisse

### 1. Runde
|                          | Ergebnis        |                                               |
| ------------------------ | --------------- | --------------------------------------------- |
| Fukushima FC             | 0:5             | Fujitsu                                       |
| Nippon Steel             | 2:2 (2:3 i. E.) | Teijin                                        |
| Tanabe Pharmaceutical    | 1:7             | Nissan Motors                                 |
| Yomiuri                  | 4:0             | Aichi-Gakuin-Universität                      |
| Waseda-Universität       | 0:2             | Yamaha Motors                                 |
| Niigata Eleven           | 1:9             | Osaka University of Health and Sport Sciences |
| Nippon Kokan             | 4:0             | Universität Sapporo                           |
| Honda Motors             | 4:2             | Toshiba                                       |
| Sumitomo Metals          | 2:1             | Hitachi                                       |
| Mazda                    | 5:0             | Universität Fukuoka                           |
| Matsushita Electric      | 3:1             | Kawasaki Steel Mizushima                      |
| Handelsuniversität Osaka | 2:1             | Daikyo Oil                                    |

### Achtelfinale
|                                               | Ergebnis        |                     |
| --------------------------------------------- | --------------- | ------------------- |
| Mitsubishi Heavy Industries                   | 1:2             | Fujitsu             |
| Teijin                                        | 1:4             | Nissan Motors       |
| Yomiuri                                       | 1:0             | Yamaha Motors       |
| Osaka University of Health and Sport Sciences | 1:1 (1:3 i. E.) | Fujita Industries   |
| Furukawa Electric                             | 2:3             | Nippon Kokan        |
| Honda Motors                                  | 3:0             | Sumitomo Metals     |
| Mazda                                         | 2:0             | Matsushita Electric |
| Handelsuniversität Osaka                      | 0:0 (2:3 i. E.) | Yanmar Diesel       |

### Viertelfinale
|              | Ergebnis        |                   |
| ------------ | --------------- | ----------------- |
| Fujitsu      | 0:6             | Nissan Motors     |
| Yomiuri      | 0:0 (2:4 i. E.) | Fujita Industries |
| Nippon Kokan | 2:1             | Honda Motors      |
| Mazda        | 2:3             | Yanmar Diesel     |

### Halbfinale
|               | Ergebnis |                   |
| ------------- | -------- | ----------------- |
| Nissan Motors | 3:2      | Fujita Industries |
| Nippon Kokan  | 0:1      | Yanmar Diesel     |

### Finale
|               | Ergebnis |               |
| ------------- | -------- | ------------- |
| Nissan Motors | 2:0      | Yanmar Diesel |